# Poronkusema
Poronkusema (en finès literalment, "la pixada del ren") es una unitat antiga de mesura finesa.
Aquesta paraula s'utilitzava antigament durant el pasturatge i es va desenvolupar a partir de l'observació que els rens no poden córrer i orinar alhora. Així, un Poronkusema correspon a la distància que pot recórrer un ren sense aturar-se a orinar, que equival a un màxim d'uns 7,5 km